# Fred Diamond
Fred Irvin Diamond  (19 de novembro de 1964) é um matemático estadunidense.
É conhecido por sua colaboração na prova do teorema de Shimura-Taniyama-Weil para curvas elípticas. Sua áreas principais de pesquisa são formas modulares e representação de Galois.
Diamond obteve o B.A. na Universidade de Michigan em 1983 e o Ph.D. em matemática na Universidade de Princeton em 1988, orientado por Andrew Wiles. Obteve cargos na Universidade Brandeis e na Universidade Rutgers, sendo atualmente professor no King's College de Londres.

## Obras
- com Jerry Shurman, A First Course in Modular Forms, Springer-Verlag Graduate Text in Mathematics.